# Stigmella celtifoliella
Stigmella celtifoliella là một loài bướm đêm thuộc họ Nepticulidae. Nó được miêu tả bởi Vári năm 1955. Nó được tìm thấy ở Nam Phi (Nó đã dược miêu tả ở Transvaal, Pretoria và the Zoutpansberg).
Con trưởng thành bay vào tháng 1 và tháng 4.
Ấu trùng ăn Celtis africana. They probably mine the leaves of their host.